# McDonough
McDonough es una ciudad ubicada en el condado de Henry en el estado estadounidense de Georgia. En el año 2000 tenía una población de 8.493 habitantes.

## Geografía
McDonough se encuentra ubicada en las coordenadas 33°26′42″N 84°8′57″O / 33.44500, -84.14917 (33.445, -84.149167).
Según la Oficina del Censo, la localidad tiene un área total de 20,2 km² (7,8 mi²), de la cual 20,1 km² (7,8 mi²) es tierra y 0,1 km² (0 mi²) (0.50%) es agua.

## Demografía
Según la Oficina del Censo en 2000 los ingresos medios por familia eran $46,818. Los hombres tenían unos ingresos medios de 34,669 frente a los $28,318 para las mujeres. La renta per cápita para la localidad era de $19,029.

## Economía
Una área no incorporada al suroeste de McDonogh tiene la oficina de Atlanta de Goya Foods.